# Deportes Quindío
Deportes Quindío S.A., kurz Deportes Quindío genannt, ist ein 1951 gegründeter kolumbianischer Fußballverein aus Armenia im Departamento del Quindío.

## Geschichte
Höhepunkt der  Vereinsgeschichte war der Gewinn der Kolumbianischen Meisterschaft 1956. Deportes Quindio nahm in zwei Spielzeiten an der Copa Conmebol teil. Während dort 1999 das Aus bereits in der ersten Runde kam, erreichte der Klub 1998 das Viertelfinale des Wettbewerbs. 2000 stieg Deportes Quindío in die zweite Liga ab, konnte aber 2001 direkt wieder aufsteigen.
2004 beendete der 101-fache Nationalspieler Leonel Álvarez seine Laufbahn bei Deportes Quindío.
2013 stieg der Verein zum zweiten Mal aus der ersten Liga ab und spielte ab der Saison 2014 in der Categoría Primera B. In der Hinserie erreichte der Verein das Viertelfinale, schied dort aber gegen América de Cali aus. Die Rückserie konnte Quindío gewinnen, verlor aber das Finale um den Aufstieg gegen Jaguares de Córdoba und konnte sich auch in der Relegation gegen Uniautónoma FC nicht durchsetzen. Auch in der besonderen Aufstiegsrunde für Traditionsvereine der zweiten Liga im Januar 2015 konnte der Verein nicht aufsteigen. In der Spielzeit 2015 verfehlte der Verein dann nur um zwei Punkte den Einzug in die Finalrunde und beendete die Saison auf dem neunten Platz.
In der Spielzeit 2016 verfehlte Deportes Quindío den Aufstieg nur knapp durch eine Niederlage im letzten Spiel der Finalrunde gegen América de Cali.
Für die Spielzeit 2017 wurde José Alberto Suárez als neuer Trainer vorgestellt. Unter ihm wurde Deportes Quindío Zweiter der Ligaphase und erreichte das Halbfinale der Finalrunde. In der Rückserie wurde Quindío Dritter der Ligaphase, verlor aber dann im Viertelfinale sehr deutlich (mit 0:5 und 1:3) gegen Llaneros FC.
In der Spielzeit 2018 konnte sich Quindío als Sechster für die Finalrunde qualifizieren und musste sich dort nur Unión Magdalena geschlagen geben. In der Apertura 2019 erreichte der Verein als Zweiter die Finalrunde, wurde in der Gruppenphase jedoch nur Dritter.

## Stadion
Deportes Quindío absolviert seine Heimspiele im Estadio Centenario de Armenia. Das Stadion wurde 1988 eingeweiht und hat eine Kapazität von 29.000 Plätzen. Es war auch eine der Austragungsstätten bei der Copa América 2001.

## Sportlicher Verlauf

### Erfolge
- Meister von Kolumbien: 1956
- Meister der Primera B: 2001
- Meister der Finalización der Primera B: 2014
- Teilnahme an der Copa Conmebol: 2×

1998: Viertelfinale
1999: Achtelfinale

### Saisondaten seit 2010
| Spielzeit                                         | Liga                                 | Ligaebene | Platz       | Finalrunde                     |
| ------------------------------------------------- | ------------------------------------ | --------- | ----------- | ------------------------------ |
| 2010-I                                            | Liga Postobón                        | I         | 18.         | -                              |
| 2010-II                                           | Liga Postobón                        | I         | 5.          | 3. Gruppe B                    |
| 2011-I                                            | Liga Postobón                        | I         | 10.         | -                              |
| 2011-II                                           | Liga Postobón                        | I         | 9.          | -                              |
| 2012-I                                            | Liga Postobón                        | I         | 15.         | -                              |
| 2012-II                                           | Liga Postobón                        | I         | 13.         | -                              |
| 2013-I                                            | Liga Postobón                        | I         | 17.         | -                              |
| 2013-II                                           | Liga Postobón                        | I         | 18.         | -                              |
| 2014-I                                            | Torneo Postobón                      | II        | 5.          | Viertelfinale                  |
| 2014-II                                           | Torneo Postobón                      | II        | 3.          | Meister Vizemeister (Gesamt) 1 |
| 2015                                              | Aufstiegsrunde für Traditionsvereine | II        | 2. Gruppe A | -                              |
| 2015                                              | Torneo Águila                        | II        | 9.          | -                              |
| 2016                                              | Torneo Águila                        | II        | 7.          | 2. Gruppe B                    |
| 2017-I                                            | Torneo Águila                        | II        | 2.          | Halbfinale                     |
| 2017-II                                           | Torneo Águila                        | II        | 3.          | Viertelfinale                  |
| 2018                                              | Torneo Águila                        | II        | 6.          | 2. Gruppe B                    |
| 2019-I                                            | Torneo Águila                        | II        | 2.          | 3. Gruppe B                    |
| 2019-II                                           | Torneo Águila                        | II        | 1.          | 4. Gruppe B                    |
| 2020                                              | Torneo Águila                        | II        | 3.          | 2. Gruppe B                    |
| rot unterlegt: Abstieg in die Categoría Primera B |                                      |           |             |                                |

## Persönlichkeiten

### Trainerhistorie (Auswahl)
| - José Alberto Suárez (2017–) - José Eugenio Hernández (2016) - Miguel Augusto Prince (2014–2015) - Arturo Boyacá (2013) - César Torres (2012–2013) - Fernando Castro Lozada (2010–2012) - Wilman Conde (2009–2010) - Néstor Otero (2008–2009) | - Diego Edison Umaña (2006–2007) - Jaime Rodríguez Suárez (2004) - Jaime Rodríguez Suárez (2002) - Eduardo Lara (2001–2002) - Carlos Restrepo Isaza (1999) - Óscar Héctor Quintabani (1996–1997) - Jaime Rodríguez Suárez (1993) - Álvaro de Jesús Gómez (1990) | - Fernando Castro Lozada (1989) - Fernando Castro Lozada (1987) - Norberto Claudio Bautista (1987) - Vito Andrés Bártoli (1977–1978) - Óscar Ramos (1976) - José Francisco Lombardo (1956) |

### Ehemalige Spieler
| - Leonel Álvarez - Efraín Cortés - Sebastián Hernández - Alexander Mejía | - Martín Morales - Edixon Perea - Hámilton Ricard - Hugo Rodallega | - Jésus Sinisterra - Julián Estiven Vélez - Gustavo Victoria |